# Swinging on a Star
Swinging on a Star est une chanson écrite par Jimmy Van Heusen et Johnny Burke pour que Bing Crosby la chante dans le film La Route semée d'étoiles, sorti en 1944.
Dans le film, la chanson est chantée par le personnage principal, le Père O'Malley (un prêtre chanteur). Il la chante à un groupe d'enfants difficiles.
Deux chansons du film, celle-ci et Silent Night (Douce nuit, sainte nuit), sont parmi les chansons les plus populaires dans la carrière de Bing Crosby. Swinging on a Star a passé 9 semaines consécutives au numéro 1 aux États-Unis en 1944,. En mars 1945 elle est couronnée par l'Oscar de la meilleure chanson originale. Crosby a également remporté l'Oscar du meilleur acteur pour le même film,.
La chanson a été introduite dans le Grammy Hall of Fame en 2002.

## Reprises
La chanson a été reprise (enregistrée) plus de 200 fois.

## Accolades
La chanson (dans la version originale du film La Route semée d'étoiles, sorti en 1944) fut classée 37e dans la liste des « 100 plus grandes chansons du cinéma américain » selon l'American Film Institute (AFI).